# Arissana Pataxó
Arissana “Pataxó” Braz (Porto Seguro, 1983) é uma artista plástica brasileira da etnia pataxó. 

## Biografia
Nascida em Porto Seguro, Bahia, Arissana conta ter vivido “às margens do rio”, e que suas primeiras referências de arte vieram dessas memórias. Aos 16 anos, mudou-se para a aldeia urbana de Coroa Vermelha. Em 2005, ingressou no curso de Artes Plásticas na Escola de Belas Artes da Universidade Federal da Bahia, e concluiu a graduação em 2009, tendo desenvolvido ao longo de seus estudos atividades de extensão de arte-educação com o povo Pataxó (oficinas e produção de material didático).
Desde sua formação, Arissana desenvolveu projetos voltados para a arte-educação. Tornou-se Mestre em Estudos Étnicos e Africanos no ano de 2012, participou do I Salão de Arte Indígena na Bahia, da Mostra de Cinema em Ouro Preto, e compôs a exposição coletiva “Pimeässä en ole neliraajainen” (no escuro eu não tenho quatro membros), no Centro de Trøndelag para Arte Contemporânea de Trondheim, na Noruega. Mais recentemente, organizou a exposição “Resistência”, como parte do Fórum Social Mundial de 2018, na Bahia. A exposição, uma série de pinturas de grafismos à figura humana, remete à diversidade dos povos indígenas e a sua resistência em “solo brasileiro”.
Organizou primeira exposição individual, “Sob o olhar Pataxó”, em 2007 no Museu de Arqueologia e Etnologia da UFBA, quando ainda cursava a graduação que começou em 2005 e veio a concluir em 2009. Também fazem parte do currículo de Arissana a exposição “Eco Arte”, no Museu de Arte de Montenegro (2011), Rio Grande do Sul, e a itinerante “Mira! Artes visuais contemporâneas dos Povos Indígenas”, que passou por Belo Horizonte e Brasília entre 2013 e 2014. Dois anos depois ocupou a segunda colocação no Prêmio Pipa de Arte Contemporânea em sua categoria online, um dos mais relevantes das artes visuais. Em parceria com o Museu de Arte Moderna do Rio de Janeiro, teve sua uma de suas obras doadas para o espaço, assim como as dos outros 3 finalistas.
Atualmente, a artista dá aula de arte e Patxohã (“Língua de Guerreiro”, idioma Pataxó) no Colégio Estadual Indígena de Coroa Vermelha. É lá também que ela ministra o curso de formação de professores indígenas. Integra o Núcleo Yby Yara - Observatório da Educação Escolar Indígena da Bahia e do Núcleo de Antropologia Visual da Bahia-NAVBA. Fez parte também do Diversos, livro fotográfico com a história de artistas e suas obras na perspectiva da diversidade de gênero, idade, pessoas com deficiência, raça e crenças. 

## Carreira

### Exposições individuais
2009
- “Sob o olhar Pataxó”, Museu Eugênio Teixeira Leal, Salvador, BA
- “Kahab kitokip”, Museu de Arqueologia e Etnologia, Salvador, BA

2007
- “Sob o olhar Pataxó”, Museu de Arqueologia e Etnologia, Salvador, BA

### Exposições coletivas
2014
- “Mira! – Artes Visuais Contemporâneas dos Povos Indígenas”, Espaço do Conhecimento, Belo Horizonte, MG e Casa da Cultura da América Latina (CAL), Brasília, DF

2013
- “Mira! – Artes Visuais Contemporâneas dos Povos Indígenas”, Centro Cultural da Universidade Federal de Minas Gerais (UFMG), Belo Horizonte, MG

2011
- “Revelações e formas”, Grupo Arte sem Fronteira, Museu de Arte de Montenegro, RS

2010
- “ECOART”, Museu de Arte de Montenegro, RS

2009
- “Salões Regiõnais de Artes Visuais da Bahia”, Porto Seguro, BA
- “Gravura Making Off”, Escola de Belas Artes (UFBA), Salvador, BA
- “Senso Plural”, Galeria Canizares, Escola de Belas Artes (UFBA), Salvador, BA
- Mostra Panorama Nacional do XIII Festival Nacional de 5 minutos, Salvador, BA
- “Curta Belas Artes”, Escola de Belas Artes (UFBA), Salvador, BA

2007
- “Numa Folha Qualquer”, Memorial da Câmara Municipal de Salvador, BA
- “XIII Expogravura da EBA” – Escola de Belas Artes (UFBA) Salvador, BA

### Formação
2012
- Mestre em Estudos Étnicos e Africanos pela Universidade Federal da Bahia, Salvador, BA

2009
- Graduação em Artes Plásticas pela Escola de Belas Artes (UFBA), Salvador, BA